# リクビダートル
リクビダートル（露: Ликвидатор ; Ликвидаторы Чернобыльской аварии）とは、1986年4月26日のチェルノブイリ原子力発電所事故の処理作業に従事した人々。原語は「清算人」の意味で後始末を行う人を指し、しばしば清掃人、事故処理班、解体作業者、決死隊等と翻訳・説明される。

## 概要
事故発生後、ソビエト連邦政府は放射能を帯びた瓦礫を撤去する必要に迫られた。
現場は放射線による健康被害を防ぐため、人間の労働者は労働シフトが90秒に制限するなどしており、効率的な撤去作業はできなかった。そのため東ドイツがソビエトの民間防衛軍向けに製作した遠隔操作ブルドーザーの使用が検討されたが、これは爆発で破壊され部分的に残った原子炉建屋の屋上で運用するには重すぎた。このため強力な宇宙線に耐えたルノホートが注目された。既に引退していた設計者が呼び戻され、2週間で電子システムが放射線に対抗するために強化された車両（STR-1）が作られた。同年7月15日には投入されたが、放射線により故障が相次いだため遠隔操作は断念された。
結局、ソ連政府はリクビダートルによる人力での撤去を開始した。この顛末はJean Afanassieffによるフランスのドキュメンタリー映像"タンク・オン・ムーン"に記録されている。
リクビダートルの総数は60～80万人、そのうち1986年と1987年に作業にあたった約20万人が大きな被曝を受けたとされている。事故処理作業時の平均年齢は約35歳。ウクライナ、ベラルーシ、ロシアそれぞれでリクビダートルの国家登録が行われている。ロシアに住むリクビダートルのうち65905人（平均被曝量120ミリシーベルト）を対象に1991年から1998年までを追跡した結果によると、その間の死亡は4995件（7.6％）であった。ベラルーシでのある調査によると、地元一般住民に比べて結腸癌や膀胱癌、甲状腺癌がはっきりと過剰に発生している。
リクビダートルはソビエト連邦政府から表彰され、危険な労働の代償として、住居・高額の年金・無料の医療などが生涯保障された。ソビエト連邦崩壊の後、これらの特権は分離独立したウクライナ・ロシア・ベラルーシの政府に引き継がれた。
ウクライナ放射線医科学研究所所長ブロディミール・ベベシコらは、ウクライナに住むリクビダートル20万人の健康状態を追跡調査。癌による死者の調査は、1992年から資金不足で打ち切られる2000年まで、9年間毎年行われ、リクビダートルの癌による死亡率は事故後年々上昇し、2000年には一般住民の3倍に達していたことがわかった。
国際原子力機関IAEAは世界各国から100人を超える科学者を招集し、チェルノブイリ原発事故の被害を客観的に評価する会議を開催、2005年9月、事故と健康被害との因果関係を限定的に見る報告書を発表した。「事故の死亡者が何万人、何十万人に上るという主張があるが、これは誇張である。多くは放射線の影響と言うより、貧困や医療の不備によるもので、酒の飲みすぎ、タバコの吸いすぎの方が問題である」、リクビダートルの死者について「被曝が原因で死亡した可能性があるのは50人」としている。この報告書に対して、各国の研究者から反論が相次いだ。
旧ソビエト連邦政府によってリクビダートルとその家族4万人のための集合住宅がキーウに設けられた。事故から十数年以上たって、この集合住宅では病気で死亡する人が急増。移住してきた4万人は、2万人にまで減っている。

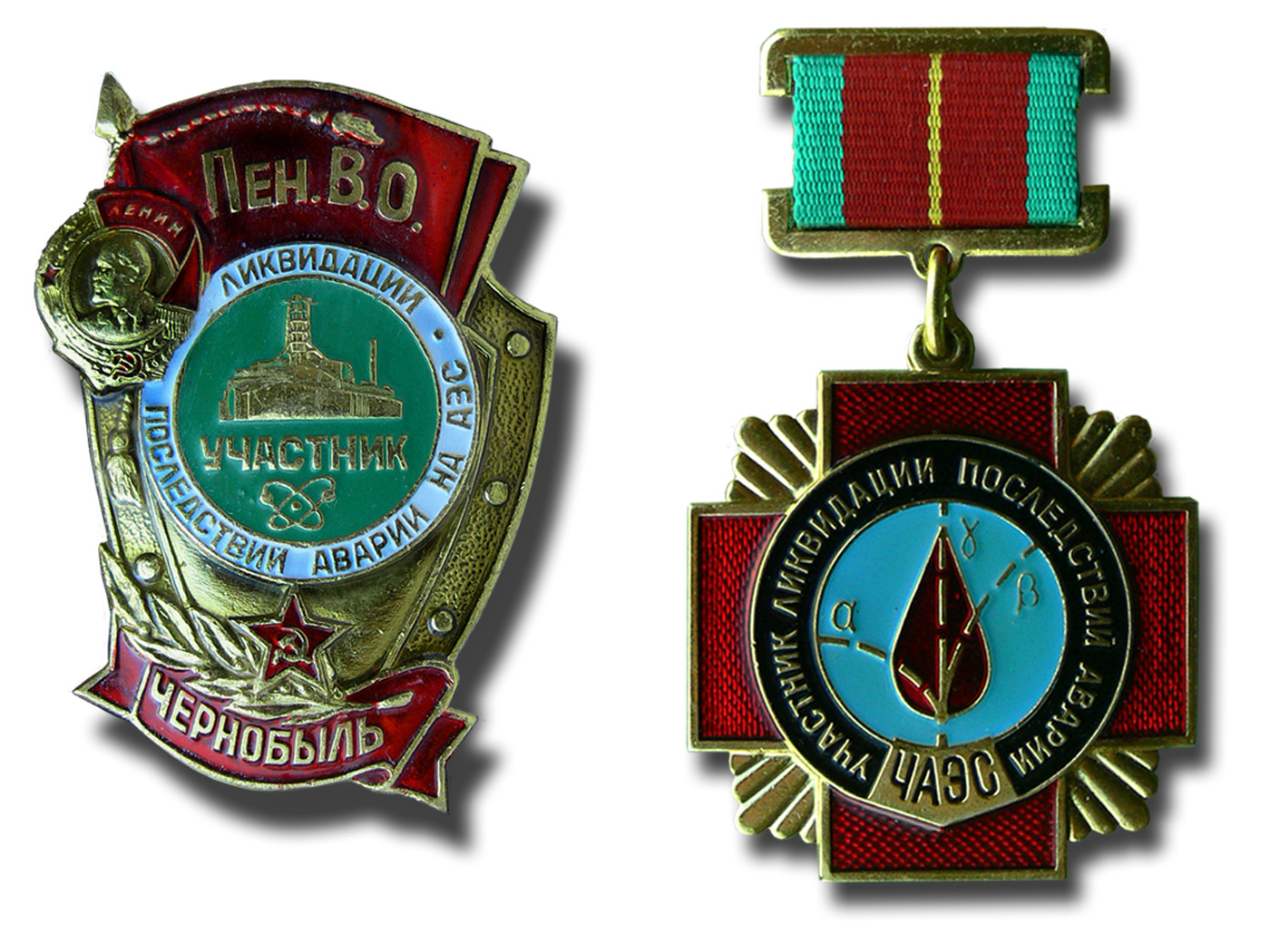
ソ連政府から授与されたバッジ
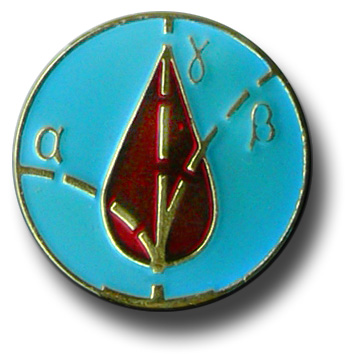
バッジの細部、アルファ線・ベータ線・ガンマ線・血液
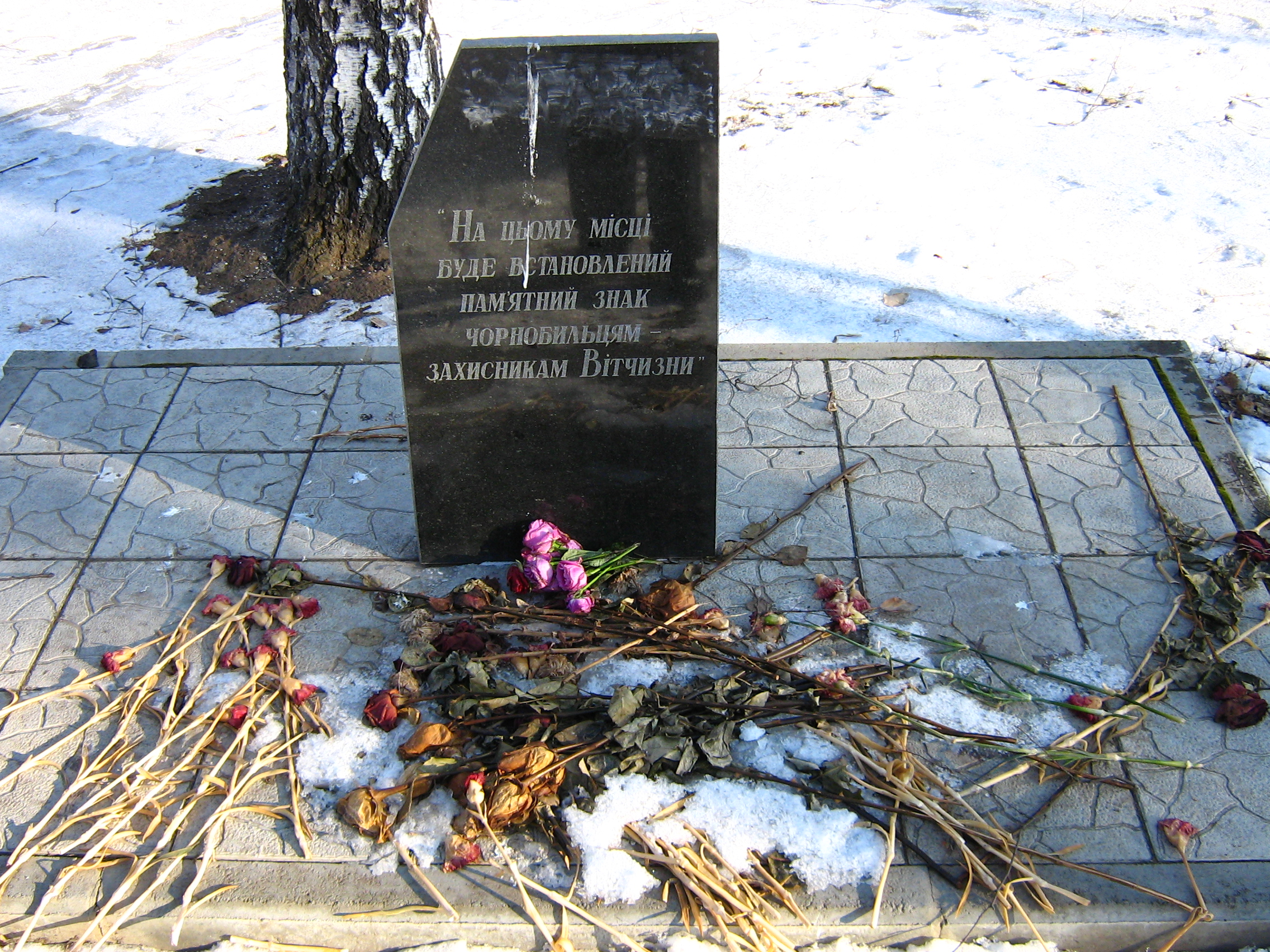
ハルキウ（ハリコフ）にある記念碑

## 参考資料
- ドキュメンタリー映画『サクリファイス - 犠牲者 - 事故処理作業者（リクビダートル）の知られざる現実』スイス・フェルダートフィルム、2003年